# عین الشوشه
عین الشوشه (به عربی: عین الشوشة) یک منطقهٔ مسکونی در الجزایر است که در ناحیه جامعه واقع شده‌است. عین الشوشه ۶۴ متر بالاتر از سطح دریا واقع شده‌است.